# George Hilton
George Hilton, született Jorge Hill Acosta y Lara (Montevideo, 1934. július 16. – Róma, 2019. július 28.) uruguayi színész.

## Fontosabb filmjei
- Alto Paraná (1958)
- L'uomo mascherato contro i pirati (1964)
- Due mafiosi contro (1965)
- I due figli di Ringo (1966)
- Le colt cantarono la morte e fu... tempo di massacro (1966)
- Vado... l'ammazzo e torno (1967)
- Il tempo degli avvoltoi (1967)
- La più grande rapina del west (1967)
- Un poker di pistole (1967)
- Il momento di uccidere (1968)
- T'ammazzo!... Raccomandati a Dio (1968)
- Uno di più all'inferno (1968)
- Ognuno per sé (1968)
- Deborah édes teste (The Sweet Body of Deborah) (1968)
- Los desesperados (1969)
- Il dito nella piaga (1969)
- La battaglia di El Alamein (1969)
- C'è Sartana... vendi la pistola e comprati la bara! (1970)
- Szerelmi vérszomj (The Strange Vice of Mrs. Wardh) (1971)
- Testa t'ammazzo, croce... sei morto - Mi chiamano Alleluja (1971)
- La coda dello scorpione (1971)
- Il diavolo a sette facce (1971)
- Perché quelle strane gocce di sangue sul corpo di Jennifer? (1972)
- Tutti i colori del buio (1972)
- Mio caro assassino (1972)
- Il West ti va stretto, amico... è arrivato Alleluja (1972)
- Coartada en disco rojo (1972)
- Sette ore di violenza per una soluzione imprevista (1973)
- Lo chiamavano Tresette... giocava sempre col morto (1973)
- Fuori uno... sotto un altro, arriva il Passatore (1973)
- L'assassino è costretto ad uccidere ancora (1975)
- Z, mint Zorro (Ah sì? E io lo dico a Zzzzorro!) (1976)
- Torino violenta (1977)
- El macho (1977)
- Taxisofőrnő (Taxi Girl) (1977)
- Milano... difendersi o morire (1978)
- Ne játssz a tűzzel! (Ricchi, ricchissimi... praticamente in mutande) (1982)
- Le notti segrete di Lucrezia Borgia (1982)
- I predatori di Atlantide (1983)
- A cena col vampiro (1988, tv-film)
- Kadétok és kollégisták (College) (1990, tv-sorozat, 14 epizódban)